# كريشل ستوز
تيرينا كريشل ستوز (بالإنجليزية: Chrishell Stause)‏ (ولدت في 21 يوليو 1981)   هي ممثلة أمريكية. ومعروفة عن دورها في برنامج التلفزيون الواقعي على منصة نتفليكس سيلنغ سن سيت، إلى جانب أدوارها التلفزيونية السابقة مثل أماندا ديلون في مسلسل أول ماي تشيلدرن وجوردان ريدجواي في مسلسل دايز اوف اور لايفس .
ولدت ستوز في درافنفيل مقاطعة مارشال ، كنتاكي . التحقت بجامعة ولاية موراي ، وحصلت منها على درجة البكالوريوس في المسرح عام 2003. 

## الحياة الشخصية
في يناير 2014 ، تم التأكيد على أن ستوز وجوستين هارتلي كانا يتواعدان.  وفي يوليو 2016 ، أعلن الزوجان خطوبتهما.  تزوجا في 28 أكتوبر / تشرين الأول 2017.  في نوفمبر 2019 ، تقدم هارتلي بطلب للطلاق ، مشيرًا إلى وجود خلافات لا يمكن التوفيق بينها.  زعمت ستوز أن هارتلي قد أخبرها بالطلاق عن طريق رسالة نصية.  وتقدمت بطلب فسخ الزواج في ديسمبر 2019. 

## السجل الفني
| عام                   | عنوان                     | الدور              | ملاحظات                                                           |
| --------------------- | ------------------------- | ------------------ | ----------------------------------------------------------------- |
| 2005-2011             | كل اولادي                 | أماندا ديلون مارتن | سلسلة عادية                                                       |
| 2008                  | إخافة السمكة              | روبن               |                                                                   |
| 2009                  | قناع القرمزي              | جول                |                                                                   |
| 2011                  | القناع القرمزي: قص المخرج | جول                |                                                                   |
| 2011                  | جسم محترف                 | جوستين بيفورت      |                                                                   |
| 2012                  | الساخنة وازعجت            | بايتون             | فيلم قصير                                                         |
| 2013-2015 ، 2019-20   | أيام حياتنا               | جوردان ريدجواي     | السلسلة العادية (2013-2015) ؛ دور متكرر (2019) ؛ دور الضيف (2020) |
| 2014 إلى الوقت الحاضر | ذهول الشباب               | زوي ميلر           | سلسلة عادية                                                       |
| 2014                  | وفى الوقت نفسه. .         | فتاة الحفلات       | حلقة واحدة                                                        |
| 2015                  | وقت اخر                   | جوليا بريسكر       |                                                                   |
| 2015                  | عشيقات                    | امرأة اليوغا       | الحلقة: الموسم 3 ، الحلقة 5                                       |
| 2015                  | مضللة                     | كريشل              | حلقة واحدة                                                        |
| 2016                  | الشباب والاضطراب          | بيثاني براينت      | دور متكرر                                                         |
| 2018                  | عشية الاختطاف             | ليلا               |                                                                   |
| 2019 إلى الان         | بيغ سنسيت                 | نفسها              | الأساسية                                                          |

## الترشيحات
| عام  | جائزة                    | الفئة                         | عمل         | نتيجة | مرجع   |
| ---- | ------------------------ | ----------------------------- | ----------- | ----- | ------ |
| 2020 | جائزة إيمي (برنامج نهاري | أداء ضيف متميز في مسلسل درامي | أيام حياتنا | رُشِّح   | [ 12 ] |